# 港西镇 (上海市)
港西镇，是中华人民共和国上海市崇明区下辖的一个乡镇级行政单位，位于崇明岛中部偏西，东与东平国家森林公园毗邻，南距崇明对外主要口岸之南门港约8公里，西与庙镇一衣带水，北临新海镇、东平镇，港东公路纵贯其南北，面积49.39平方公里。因地处双港河之西而被命名为港西。

## 历史概况

### 中华人民共和国建国以后
港西镇由原港西镇和港东乡合并而成。
1984—1987年，原港东、港西体制均为：中共乡党委、乡人民政府、人民公社管理委员会。1987年4月人民公社体制终止，但党政建制未变。1995年11月22日，港西乡撤乡建镇，下设13个行政村；港东乡至2000年12月乡建置未变，下设12个行政村。  
2000年12月11日，根据中共崇明县委的决定，中共港东乡委员会和港东乡人民政府与原中共港西镇委员会和港西镇人民政府合并为中共港西镇委员会和港西镇人民政府。镇政府机关设在原港西镇政府所在地南盘效。  
2002年4月，根据县府“关于乡镇村级区划调整意见”，25个村（原港东乡12个村、原港西镇13个村）合并为12个村。

## 行政区划
港西镇下辖以下村委会：
双津村、北双村、盘西村、协西村、协北村、新港村、协兴村、团结村、富民村、排衙村、北闸村和静南村。

## 政治管理
| 机构 首长 | 中国共产党港西镇委员会 书记 | 港西镇人民代表大会常务委员会 主任 | 港西镇人民政府 镇长                       |
| --------- | --------------------------- | --------------------------------- | ----------------------------------------- |
| 姓名      | 顾松兰（女）                | 陈英                              | 王卫中                                    |
| 分管工作  | 主持镇党委全面工作。        | 主持镇人大全面工作。              | 主持镇政府全面工作， 同时兼任党委副书记。 |

另外，中共港西镇委员会副书记还有陆惠星（分管政法、综治）、朱伯胜（分管组织、宣传）。港西镇人大副主席为陆亚良（负责镇人大日常工作，主持镇总工会全面工作）。港西镇人民政府副镇长为：蔡建新（分管市政建设）、韩彬（分管民政、科技、教育、文化体育、卫生等）、曹崔秀（分管农业、旅游等），另有一分管工业、商业等工作的副镇长职位正处于空缺当中。中共港西镇委同样有数名党委委员。
港西镇党政机关内另设党群工作办公室、经济发展办公室、社会事业发展办公室、社会稳定办公室（挂信访办公室牌子）、社会事务管理办公室（挂人口与计划生育办公室牌子)  、规划建设和环境保护办公室。事业单位另有财政所、经济管理事务中心、文化体育广播电视站、社区事务受理服务中心、村镇规划建设管理所、市政市容环境管理所、网格化综合管理中心和社区党建服务中心。
港西镇现有43个党（总）支部，其中机关事业单位党支部11个，镇属事业党支部3个，村党（总）支部12个，“两新”组织党支部16个，其他1个，党员1745名。在党员和人民的建设下，港西镇党委被评为2008-2010年度上海市“五好乡镇党委”，镇被评为2012—2013年度上海市文明镇。

## 经济建设
港西镇围绕“一带一村一园”，即三湾农业集聚带、协北生态村、港西乡村公园，进行布局，走绿色生态产业发展道路。主要实施绿色农业，同时吸引外资招商巩固第二产业，并以其乡村特色吸引游客，发展旅游业。总体来看，2017全年经济实现增加值4.9亿元，比2016年增长4.8%；实现财政可支配收入2.1亿元，比2016年增长41.7%；农村居民家庭人均可支配收入23476元，比2016年增长10.5%。

### 第一产业
根据港西镇2013年的政府工作报告，当年完成了13808亩在田水稻的杂草清除、水浆管理、病虫防治等技术指导工作，安排水稻机插秧面积3100亩；推荐了7家县级重点合作社，完成了7家合作社的财务上网工作；与12个村签订《秸秆禁烧工作目标责任书》，印发禁烧告知书5000份，秸秆还田率达73%。

### 第二产业
2010年全年，港西镇工业产值达到3.53亿元人民币。2011年，港西镇预计实现工业产值3.87亿元。2012年全年，港西镇实现工业总产值4.1亿元。

### 第三产业
2011年，港西镇预计接待游客8.56万人次，预计实现旅游收入850万元。鸿华度假酒店、高家庄园乡村俱乐部、仕南度假村、上海假日岛休闲农庄等酒店和度假村也建造完成。

### 招商引资
港西镇积极吸引各公司在镇内投资。2010年全年，镇共引进注册企业24家，新增注册资金3420万元，实现招商税收15279万元；2012年则实现实现招商户数90户，入库税收总额1.42亿元。从2007年到2011年的时间里，镇共引进注册企业242家，实现招商引税额57.86亿元，镇实得收入1.65亿元。

## 社会保障
港西镇农村医疗合作保险参加率接近100%，补偿金额每年超过1000万元人民币。政府重视基础设施建设和民生工作，2010年，其完成了敬老院的旧房改造工程，对全镇5021名年满60周岁的老人实行了免费体检，也完成了408户农户的厕所改造任务，被评为县双拥工作模范镇。

## 著名人物
- 潘锡柔，1935年出生，雕塑家。
- 陆铁强烈士，江苏省海门县第一任县委书记。
- 俞甫才烈士，崇明县第一任县委书记。
- 陈干青，中国第一任远洋轮船长。镇内设有陈干青故居。[2]